# Микуцкис, Томас
Томас Микуцкис (лит. Tomas Mikuckis; 13 января 1983, Ионава, Литовская ССР) — литовский футболист, защитник клуба «Кауно Жальгирис» и сборной Литвы.

## Карьера
Начал карьеру в вильнюсском «Жальгирисе» в 2002 году. В 2003 году отправился на просмотр в московский «Локомотив» и выступал за команду на кубке Содружества. Но из-за финансовых вопросов вернулся на родину. В январе 2009 года вновь приехал в Россию, на сей раз на просмотр в «Спартак-Нальчик», однако и теперь трансфер не состоялся. Но в феврале 2010 года всё-таки перебрался в Россию, подписав контракт на 2 года с футбольным клубом «Нижний Новгород». В новом клубе дебютировал 27 марта в матче против омского «Иртыша». Первый гол за «Нижний Новгород» забил 22 сентября 2010 года в домашнем матче против волгоградского «Ротора».
В 2013 году перешёл в московское «Торпедо». В начале 2015 года выставлен на трансфер. Летом 2015 года покинул клуб, как свободный агент.
Летом 2017 года подписал контракт с клубом «Томь».